# Neurally Adjusted Ventilatory Assist
L'assistenza ventilatoria regolata a livello neurale o Neurally Adjusted Ventilatory Assist (NAVA) è un approccio alla ventilazione artificiale basato sull'emissione respiratoria neurale. È un metodo di ventilazione controllata dai segnali del sistema nervoso centrale (cioè la stimolazione vagale del diaframma) che accresce l'interazione tra paziente e ventilatore in rianimazione.

## Funzionamento
Dopo il rilevamento dell'attività elettrica del diaframma, una stimolazione elettrica produce la contrazione dello stesso che determina un movimento discendente nella cavità addominale con la creazione di una pressione alveolare negativa e l'ingresso del flusso d'aria.
Questo segnale viene prelevato tramite l'inserimento nasogastrico di un catetere provvisto di elettrodi distali e che, interfacciato con il ventilatore, fornisce un'assistenza proporzionale e sincrona agli sforzi respiratori del paziente. Tale segnale è misurato 62,5 volte al secondo.
Con questo sistema, l'attività elettrica diaframmatica viene catturata, inviata al ventilatore e utilizzata per aiutare la respirazione. Siccome il ventilatore ed il diaframma lavorano con lo stesso segnale, l'accoppiamento meccanico diaframma-ventilatore è praticamente istantaneo. La tecnologia convenzionale, invece, si limita a rilevare lo sforzo del paziente nella fase finale del processo respiratorio, condizione che, in molteplici casi, potrebbe non soddisfare le esigenze ventilatorie.
L'identificazione dell'asincronia paziente-ventilatore (APV) è fondamentale per titolare l'analgosedazione in rianimazione: infatti l'ipersedazione e l'asincronia prolungano inutilmente la ventilazione meccanica. Questo segnale che fornisce in continuo le variazioni della meccanica polmonare e la sincronia dell'intero ciclo respiratorio, può essere sfruttato per titolare il livello di analgosedazione, evitando quindi le complicanze più gravi della APV: ipossiemia, barotrauma, ventilazione meccanica prolungata e inadeguata o eccessiva sedazione..